# Red Punch
Red Punch (с англ. — «Красный Удар») — второй мини-альбом южнокорейской гёрл-группы Rocket Punch. Альбом был выпущен в цифровом и физическом виде 10 февраля 2020 года компанией Woollim Entertainment. Альбом содержит семь треков с ведущим синглом «Bouncy».

## Релиз и продвижение
28 января 2020 года группа опубликовала график возвращения, содержащий несколько дат для последовательного выпуска контента для альбома. С 29 по 31 января были выпущены концепт-фотографии участниц.
Через несколько часов после выхода альбома Rocket Punch провели шоукейс в Blue Square iMarket Hall, Ханнам-дон, Йонсан-гу, Сеул, которая транслировалась через приложение Naver's V Live. Они впервые исполнили песни с альбома на мероприятие. Группа продвигала альбом с помощью серии живых выступлений на различных южнокорейских музыкальных шоу, начиная с M Countdown 13 февраля, где они исполнили ведщуий сингл.

## Список треков
| №                   | Название                     | Текст песни                          | Музыка                               | Аранжировка               | Длительность |
| ------------------- | ---------------------------- | ------------------------------------ | ------------------------------------ | ------------------------- | ------------ |
| 1.                  | «Red Punch»                  |                                      | Code 9                               | Code 9                    | 1:07         |
| 2.                  | «Bouncy»                     | Code 9, Puravida                     | Code 9, Puravida                     | Code 9                    | 3:28         |
| 3.                  | «So Solo»                    | Misung                               | Space One, Anna Timgren              | Space One                 | 3:05         |
| 4.                  | «Fireworks»                  | Llano (Stupid Squad)                 | Stardust, Takey                      | Stardust                  | 3:28         |
| 5.                  | «Paper Star» (종이별)        | January 8th, Min Yeon-jae            | J. Yoon                              | J. Yoon                   | 3:26         |
| 6.                  | «Lilac» (다시, 봄)           | Iggy, Yongbae                        | Iggy, Yongbae                        | Mingki                    | 3:30         |
| 7.                  | «Girl Friend» (여자사람친구) | Score (13), Megatone (13), Door (13) | Score (13), Megatone (13), Door (13) | Score (13), Megatone (13) | 3:07         |
| Общая длительность: | Общая длительность:          | Общая длительность:                  | Общая длительность:                  | Общая длительность:       | 21:11        |

## Чарты
| Чарт (2020)             | Высшая позиция |
| ----------------------- | -------------- |
| Республика Корея (Gaon) | 4              |